# Виробнича дільниця

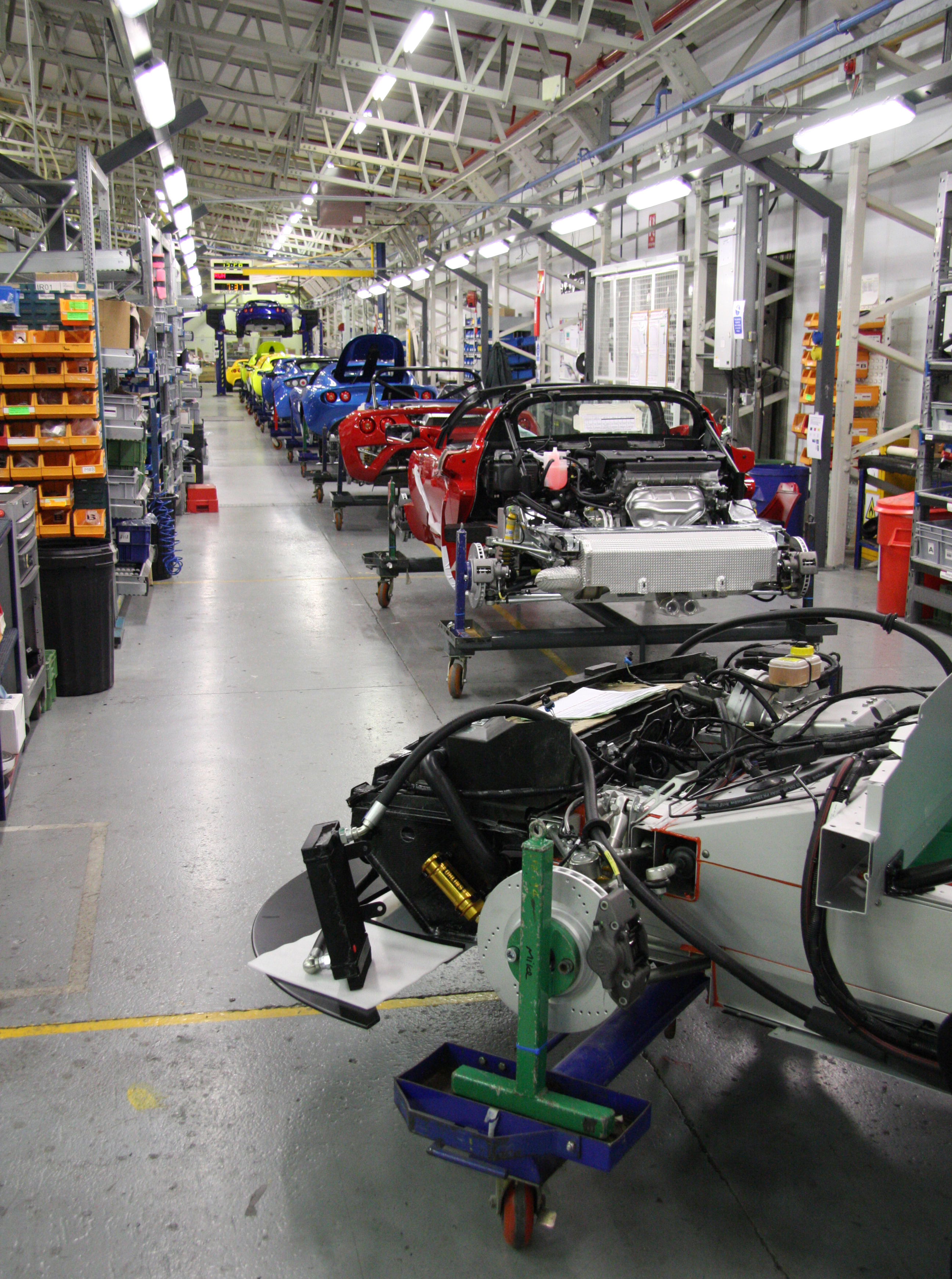
Потокова лінія складання — один з різновидів виробничої дільниці

Виробни́ча дільни́ця — ланка у виробничій структурі (структурний підрозділ) підприємства чи цеху, що об'єднує групу робочих місць, організованих за предметним, технологічним чи предметно-технологічним принципом спеціалізації.
Дільниця є найменшою адміністративно-виробничою ланкою, в якій колектив працівників виконує однотипні технологічні роботи з виробництва однотипного продукту.

## Структурні особливості
Кожна виробнича дільниця складається з сукупних робочих місць. Сукупне робоче місце складається з індивідуальних робочих місць. Робоче місце оснащується необхідними засобами праці відповідно до характеру його спеціалізації. Оснащення та розташування робочого місця на виробничій площі повинні забезпечувати високу продуктивність праці, гарантувати безпеку роботи, відповідати фізіологічним, естетичним та санітарно-гігієнічним нормам.
На підприємствах з цеховою структурою декілька дільниць входять до складу цеху. За умов безцехової структурі управління виробництвом виробнича дільниця є адміністративно відокремленою одиницею підприємства. Очолює виробничу дільницю начальник або майстер, котрий відповідає за її виробничо-господарську діяльність.

## Принципи створення виробничих дільниць
Виробничі дільниці створюються за принципами: технологічним, предметним та предметно-технологічним.

### Технологічний принцип
Дільниця складається з однотипного обладнання (група токарних верстатів, група фрезерних, свердлильних верстатів тощо); робітники на дільниці виконують певний вид операцій. Закріплення за робочими місцями виготовлення певних видів продукції відсутнє. Такий тип дільниць є характерним для дрібносерійного та одиничного типів організації виробництва.
Переваги технологічної структури полягають у поширенні регулювання завантаження устаткування, повнішому використанні матеріалів; розширенні можливостей маневрування робітниками завдяки їх високій кваліфікації, універсалізації, обміну досвідом; застосуванні прогресивної технології; більшій гнучкості в разі освоєння випуску нової продукції та розширенні її номенклатури; спрощенні технічного керівництва підрозділом; додатковому системному ефекті за рахунок посилення функціональних, синергічних та спрощених просторових зв'язків.
Недоліки технологічної структури: з причин великої номенклатури збільшуються втрати часу на переналагодження устаткування на інші види продукції і, відповідно, тривалість виробничого циклу; зменшується відповідальність за якість і строки виготовлення виробів у цілому; нераціональні і довгі маршрути руху деталей за групами верстатів, які зумовлені частими змінами складу і послідовності операцій, що унеможливлюють їх розташування за ходом технологічного процесу; ускладнюється та дорожчає внутрішньозаводське кооперування; ускладнюється планування і диспетчерування процесів.

### Предметний принцип
На такій дільниці, організованій за предметним принципом використовується різнотипне обладнання, яке розташовується за ходом технологічного процесу. Робочі місця спеціалізуються на виготовленні певного виду продукції (деталей). На дільниці зайняті робітники різних спеціальностей. Різновидом такого типу дільниць є потокові лінії. Цей тип дільниць є характерним для великосерійного і масового виробництв, його робота відрізняється більшою ефективністю у порівнянні з дільницею, створеною за технологічним принципом.
На практиці виділяють три види предметно-замкнутих дільниць з виготовлення:
- конструктивно і технологічно однорідних деталей (наприклад, шліцьових валиків, втулок, фланців, шестерень тощо);
- конструктивно різнорідних деталей за однаковою технологією (операціями та їх маршрутами обробки). Наприклад, дільниця круглих деталей, дільниця плоских деталей та ін.;
- усіх деталей вузла, підвузла дрібної складальної одиниці або всього виробу (застосовується покомплектна система оперативно-виробничого планування, де планово-обліковою одиницею є вузловий комплект).

Можливості побудови структури дільниць за предметною спеціалізацією виявляються за допомогою класифікації предметів праці (деталей), що закріплені за цехом. Розроблені методи класифікації деталей, що підлягають обробленню, за конструктивно-технологічними ознаками використовуються для організації предметно-замкнених дільниць. В основу класифікації покладені ознаки, які визначають тип і технологічний маршрут обробки деталей. Наприклад, у машинобудуванні деталі розподіляються за такими основними ознаками: формою, габаритами, технологічним маршрутом обробки, конструктивним типом.
У свою чергу, кожна з ознак визначає певні технологічні параметри обробки: тип устаткування, розмір та потужність, послідовність обробки, характер технологічного оснащення.
Такий метод класифікації дає змогу підбирати групи однорідних деталей, що обробляються за однаковими або подібними технологічними процесами, для формування предметно-замкнутих дільниць.

### Предметно-технологічний принцип
Застосування ідеальної предметної структури, наприклад на автомобільному чи будь-якому машинобудівному заводі, не завжди є доцільним, бо веде до необхідності в кожному цеху монтувати всі комплекти технологічного устаткування. При цьому неможливо завантажити деякі верстати через невеликий обсяг робіт на дільниці. Тому на машинобудівних підприємствах застосовується змішана структура, за якої заготівельні виробництва та цехи будуються за технологічним принципом (ковальсько-пресовий, чавуноливарний, сталеливарний та ін.), а оброблювальні та випускні об'єднуються в предметно-замкнуті ланцюги (цехи або дільниці).
Така змішана структура притаманна масовому та серійному типам машинобудівного виробництва.